# FDGB-Pokal (Handball)
Der FDGB-Pokal war ein Handball-Pokalwettbewerb für Vereinsmannschaften in der Deutschen Demokratischen Republik (DDR) und wurde – wie auch in weiteren Sportarten – von der Einheitsgewerkschaft Freier Deutscher Gewerkschaftsbund (FDGB) als Wanderpokal ausgeschrieben. Die Pokalsieger wurden in einer Endrunde im Turniermodus ermittelt.
Der Pokal wurde von 1970 bis 1990 jährlich vom Deutschen Handballverband veranstaltet. Parallel wurden in den Anfangsjahren noch Pokalveranstaltungen wie die Turniermeisterschaft oder der DHV-Pokal als Ligapokal für Oberligamannschaften ausgetragen. Der Pokalsieger war ab 1977 in der folgenden Saison zur Teilnahme am Europapokal der Pokalsieger berechtigt. Während der Saison 1989/90 wurde die Bezeichnung FDGB-Pokal aufgegeben, der Wettbewerb hieß für 1990 einfach Pokal. Der DHV hörte während der letzten Spielzeit 1990/91 auf zu existieren. Der Wettbewerb wurde vom Deutschen Handballbund weitergeführt und einfach als Pokal (Ost) bezeichnet.

## Modus
In den Spielzeiten 1970/71 bis 1975/76 fand der FDGB-Pokal ohne die Oberligisten statt. Diese spielten zwischen 1969 und 1972 stattdessen insgesamt fünfmal eine sogenannte Turniermeisterschaft aus, die als Vorläufer des späteren FDGB-Pokal-Endturniers gelten kann. Da mit der Einführung des Europapokals der Pokalsieger ab 1977 für den Pokalsieger erstmals die Möglichkeit bestand, sich für einen Europapokalwettbewerb zu qualifizieren, nahmen ab der Saison 1976/77 auch die Oberligisten am Wettbewerb teil. Es wurden zunächst mehrere K.-o.-Runden ausgetragen, nach deren Ende sich fünf Mannschaften für ein Endturnier qualifiziert hatten, bei dem jeder gegen jeden spielte. Ab der Saison 1985/86 wurde das Endturnier auf sechs Mannschaften aufgestockt und die fünf Sportclubs der Oberliga SC Leipzig, SC Dynamo Berlin, SC Magdeburg, SC Empor Rostock und ASK Vorwärts Frankfurt (Oder) wurden automatisch dafür gesetzt. Eine sechste Mannschaft qualifizierte sich über K.-o.-Spiele. 
In der Saison 1990/91 wurde der Pokal erstmals und einmalig komplett im K.-o.-Modus ausgetragen. Letzter Gewinner war der HC Preußen Berlin (vormals 1. PSC Berlin, davor SC Dynamo Berlin), der den SV Post Schwerin in Hin- und Rückspiel besiegen konnte. Der HC Preußen ging unmittelbar danach in der SV Blau-Weiß Spandau auf.

## FDGB-Pokalsieger
| Jahr                       | Männer                           | Jahr | Frauen                        |
| -------------------------- | -------------------------------- | ---- | ----------------------------- |
| ohne Oberliga-Mannschaften |                                  |      |                               |
| 1971                       | BSG Chemie Premnitz              | 1971 | SC Leipzig II                 |
| 1972                       | BSG Chemie Premnitz              | 1972 | BSG Halloren Halle II         |
| 1973                       | BSG Chemie Premnitz              | 1973 | BSG Berliner Verkehrsbetriebe |
| 1974                       | SG Dynamo Halle-Neustadt         | 1974 | BSG Halloren Halle II         |
| 1975                       | ASK Vorwärts Frankfurt (Oder) II | 1975 | BSG Umformtechnik Erfurt      |
| 1976                       | ASK Vorwärts Frankfurt (Oder) II | 1976 | BSG Halloren Halle II         |
| mit Oberliga-Mannschaften  |                                  |      |                               |
| 1977                       | SC Magdeburg                     | 1977 | TSC Berlin                    |
| 1978                       | SC Magdeburg                     | 1978 | TSC Berlin                    |
| 1979                       | ASK Vorwärts Frankfurt (Oder)    | 1979 | TSC Berlin                    |
| 1980                       | SC Empor Rostock                 | 1980 | TSC Berlin                    |
| 1981                       | SC Empor Rostock                 | 1981 | ASK Vorwärts Frankfurt (Oder) |
| 1982                       | SC Leipzig                       | 1982 | ASK Vorwärts Frankfurt (Oder) |
| 1983                       | ASK Vorwärts Frankfurt (Oder)    | 1983 | SC Leipzig                    |
| 1984                       | SC Magdeburg                     | 1984 | ASK Vorwärts Frankfurt (Oder) |
| 1985                       | SC Empor Rostock                 | 1985 | TSC Berlin                    |
| 1986                       | SC Empor Rostock                 | 1986 | ASK Vorwärts Frankfurt (Oder) |
| 1987                       | SC Empor Rostock                 | 1987 | SC Leipzig                    |
| 1988                       | SC Empor Rostock                 | 1988 | SC Empor Rostock              |
| 1989                       | SC Empor Rostock                 | 1989 | SC Empor Rostock              |
| 1990                       | SC Magdeburg                     | 1990 | ASK Vorwärts Frankfurt (Oder) |
| 1991                       | HC Preußen Berlin                | 1991 | TSC Berlin                    |

## Erfolgreichste Vereine

### Herren
Erfolgreichster Verein im Handballpokal der Herren der DDR war der SC Empor Rostock mit insgesamt sieben Siegen. Alleine zwischen 1985 und 1989 konnte der Club dabei den Pokalwettbewerb fünfmal in Folge gewinnen. Der SC Magdeburg und der ASK Vorwärts Frankfurt (Oder) kamen auf vier, die BSG Chemie Premnitz auf drei Pokalsiege. Diese Vereine konnte ebenfalls jeweils mindestens einmal den Pokal verteidigen.
| Rang | Verein                        | Titel | Titeljahre                               |
| ---- | ----------------------------- | ----- | ---------------------------------------- |
| 1.   | SC Empor Rostock              | 7     | 1980, 1981, 1985, 1986, 1987, 1988, 1989 |
| 2.   | SC Magdeburg                  | 4     | 1977, 1978, 1984, 1990                   |
|      | ASK Vorwärts Frankfurt (Oder) | 4     | 1975, 1976, 1979, 1983                   |
| 4.   | BSG Chemie Premnitz           | 3     | 1971, 1972, 1973                         |
| 5.   | SG Dynamo Halle-Neustadt      | 1     | 1974                                     |
|      | SC Leipzig                    | 1     | 1982                                     |
|      | HC Preußen Berlin             | 1     | 1991                                     |

### Damen
Mit insgesamt sechs Siegen war der TSC Berlin bei den Damen erfolgreichster Verein im FDGB-Pokal. Zwischen 1977 und 1980 konnte der Sportclub dabei den Pokal alleine viermal in Folge gewinnen. Der ASK Vorwärts Frankfurt (Oder) kam auf fünf Pokalsiege. Weiterhin konnten der SC Leipzig und die BSG Halloren Halle dreimal und der SC Empor Rostock zweimal den FDGB-Pokal gewinnen.
| Rang | Verein                        | Titel | Titeljahre                         |
| ---- | ----------------------------- | ----- | ---------------------------------- |
| 1.   | TSC Berlin                    | 6     | 1977, 1978, 1979, 1980, 1985, 1991 |
| 2.   | ASK Vorwärts Frankfurt (Oder) | 5     | 1981, 1982, 1984, 1986, 1990       |
| 3.   | SC Leipzig                    | 3     | 1971, 1983, 1987                   |
|      | BSG Halloren Halle            | 3     | 1972, 1974, 1976                   |
| 5.   | SC Empor Rostock              | 2     | 1988, 1989                         |
| 6.   | BSG Berliner Verkehrsbetriebe | 1     | 1973                               |
|      | BSG Umformtechnik Erfurt      | 1     | 1975                               |

## Turniermeisterschaft
Die Handballsaison in der DDR war bis 1968 in eine Hallensaison (im Herbst/Winter) und eine Feldsaison (im anschließenden Frühjahr/Sommer) aufgeteilt. Nachdem das IOC im Herbst 1967 beschlossen hatte, dass nur Hallenhandball, aber nicht Feldhandball ab 1972 olympische Sportart werden sollte, wurde die erst mit dem Spieljahr 1966/67 eingleisig gewordene Feldhandball-Oberliga in der DDR mit sofortiger Wirkung (d. h. nach dem Ende des bereits laufenden Spieljahres 1967/68) abgeschafft. Um den Wettspielbetrieb der Spitzenspieler auch im Sommer aufrechtzuerhalten, wurde stattdessen ein Hallenhandballturnier für die Oberligamannschaften eingeführt, bei dem die Mannschaften bei mehreren Turnieren an wechselnden Spielorten gegeneinander antraten, bis jede Mannschaft einmal gegen jede andere Mannschaft gespielt hatte. Von seinem Charakter ein Ligapokal war die Turniermeisterschaft ein zweiter offizieller nationaler Wettbewerb neben der Oberliga.
Die Turniermeisterschaft wurde zunächst (bis 1971) im späten Frühjahr nach dem Abschluss der Hallen-Oberliga durchgeführt, ab 1971 im Sommer vor dem Beginn der Oberligasaison, weshalb 1971 durch den Rhythmuswechsel zwei Turniermeisterschaften stattfanden. In der Saison 1973/74 wurde die Turniermeisterschaft nicht mehr als separater Wettbewerb ausgetragen, aber einmalig als „neutrale Runde“ in die Wertung der Oberliga einbezogen, an die sich die übliche Hin- und Rückrunde anschloss. Tabellenführer nach den neun Spieltagen der „neutralen Runde“ war der spätere Meister ASK Vorwärts Frankfurt (Oder).
| Saison                    | Männer           |
| ------------------------- | ---------------- |
| nur Oberliga-Mannschaften |                  |
| 1968/69                   | SC Dynamo Berlin |
| 1969/70                   | SC Magdeburg     |
| 1970/71                   | SC DHfK Leipzig  |
| 1971/72                   | SC DHfK Leipzig  |
| 1972/73                   | SC Empor Rostock |

## DHV-Pokal
Für die Oberligamannschaften der Frauen wurde zweimalig, 1972 und 1976, der sogenannte DHV-Pokal als Pokalwettbewerb ausgetragen. Dieser war dem Charakter nach ebenfalls ein Ligapokal, da nur Oberligamannschaften teilnahmeberechtigt waren. Die Finalturniere fanden jeweils in Premnitz in der Sporthalle am Tor II statt. 1972 gewann die Mannschaft des TSC Berlin, 1976 die des SC Magdeburg den Wettbewerb.
| Saison                    | Frauen       |
| ------------------------- | ------------ |
| nur Oberliga-Mannschaften |              |
| 1972                      | TSC Berlin   |
| 1976                      | SC Magdeburg |